# I miserabili (miniserie televisiva 2018)
I miserabili (Les Misérables) è una miniserie televisiva britannica del 2018, prodotta da BBC Studios in associazione con Lookout Point e CZAR TV. È un adattamento in sei parti dell'omonimo romanzo dell'autore francese Victor Hugo, sceneggiato da Andrew Davies e diretto da Tom Shankland.

## Trama
Scarcerato dopo diciannove anni di lavori forzati, Jean Valjean prova a ricostruirsi una vita nella Francia dell'inizio del XIX secolo. Il suo stato di ex galeotto e la persecuzione da parte dell'ispettore Javert lo spingono nuovamente verso il crimine, ma il vescovo Myriel lo redime e gli dà l'argento necessario per cominciare una nuova vita. Anni dopo Valjean, con una nuova identità ma sempre ricercato da Javert, intreccia la propria vita con quella della giovane e sfortunata Fantine, che gli affida sul letto di morte la figlioletta Cosette. Insieme alla bambina, Valjean si rifugia nella capitale, dove anni dopo verrà coinvolto nell'insurrezione repubblicana di Parigi del giugno 1832.

## Puntate
| nº | Titolo     | Prima TV UK      | Prima TV Italia  |
| -- | ---------- | ---------------- | ---------------- |
| 1  | Episodio 1 | 30 dicembre 2018 | 29 dicembre 2019 |
| 2  | Episodio 2 | 6 gennaio 2019   | 29 dicembre 2019 |
| 3  | Episodio 3 | 13 gennaio 2019  | 30 dicembre 2019 |
| 4  | Episodio 4 | 20 gennaio 2019  | 30 dicembre 2019 |
| 5  | Episodio 5 | 27 gennaio 2019  | 5 gennaio 2020   |
| 6  | Episodio 6 | 3 febbraio 2019  | 5 gennaio 2020   |

## Personaggi e interpreti

### Personaggi principali
- Jean Valjean, interpretato da Dominic West, doppiato da Francesco Prando.
- Javert, interpretato da David Oyelowo, doppiato da Fabrizio Vidale.
- Fantine Thibault, interpretata da Lily Collins, doppiata da Gaia Bolognesi.
- Monsieur Thénardier, interpretato da Adeel Akhtar, doppiato da Franco Mannella.
- Felix Tholomyès, interpretato da Johnny Flynn, doppiato da Stefano Crescentini.
- Colonnello Pontmercy, interpretato da Henry Lloyd-Hughes, doppiato da Andrea Lavagnino.
- Monsieur Gillenormand, interpretato da David Bradley, doppiato da Bruno Alessandro.
- Vescovo Myriel, interpretato da Derek Jacobi, doppiato da Dario Penne.
- Commerciante di capelli e denti, interpretato da Ron Cook, doppiato da Roberto Stocchi.
- Scrivano, interpretato da Alan David, doppiato da Silvio Anselmo.
- Madame Victurnien, interpretata da Kathryn Hunter, doppiata da Graziella Polesinanti.
- Madame Rosalie Thénardier, interpretata da Olivia Colman, doppiata da Anna Cesareni.
- Rivette, interpretato da Enzo Cilenti, doppiato da Gianni Bersanetti.
- Marius Pontmercy, interpretato da Josh O'Connor (adulto) e da Raphael Bishop e Woody Norman (bambino), doppiato da Flavio Aquilone (adulto).
- Cosette, interpretata da Ellie Bamber (adulta) e da Mailow Defoy e Lia Giovanelli (bambina), doppiata da Joy Saltarelli (adulta).
- Éponine Thénardier, interpretata da Erin Kellyman (adulta) e da Sienna Barnes e Tiarna Williams (bambina), doppiata da Chiara Gioncardi (adulta).
- Enjolras, interpretato da Joseph Quinn, doppiato da Stefano Brusa.
- Monsieur Mabeuf, interpretato da Donald Sumpter, doppiato da Pietro Biondi.
- Grantaire, interpretato da Turlough Convery, doppiato da Paolo Vivio.
- Courfeyrac, interpretato da Archie Madekwe, doppiato da Stefano Broccoletti.

### Personaggi ricorrenti
- Azelma Thénardier, interpretata da Alex Jarrett (adulta) e da Amani Johnson e Isabelle Lewis (bambina).
- Gavroche, interpretato da Reece Yates (ragazzo) e da Emmanuel Goffin (bambino), doppiato da Lucrezia Marricchi (ragazzo).
- Nicolette, interpretata da Emma Fielding, doppiata da Maura Cenciarelli.
- Favourite, interpretata da Charlotte Dylan, doppiata da Chiara Oliviero.
- Zéphine, interpretata da Ayoola Smart, doppiata da Giulia Franceschetti.
- Madame Magloire, interpretata da Hayley Carmichael, doppiata da Aurora Cancian.
- Sorvegliante di Fantine interpretata da Liz Carr.
- Gendarme, interpretata da Ashley Artus.
- Blachevelle, interpretato da Matthew Steer, doppiato da Stefano Brusa.
- Ispettore capo, interpretato da Lorcan Cranitch, doppiato da Alberto Bognanni.
- Badessa, interpretata da Georgie Glen, doppiata da Liliana Sorrentino.
- Madame Rully, interpretata da Anna Calder-Marshall, doppiata da Noemi Gifuni.
- Sorella Simplice, interpretata da Natalie Simpson, doppiata da Chiara Oliviero.
- Toussaint, interpretata da Angela Wynter, doppiata da Patrizia Burul.

## Produzione
La Weinstein Company avrebbe dovuto co-produrre la miniserie, ma in seguito allo scandalo Weinstein la compagnia si ritirò dal progetto. La miniserie è stata girata in Belgio e nella Francia del Nord.

## Distribuzione
Nel Regno Unito la miniserie consta di sei puntate da 60 minuti, trasmesse da BBC One dal 30 dicembre 2018 al 3 febbraio 2019. 
In Italia è andata in onda in prima visione su Rai 3 dal 29 dicembre 2019 al 5 gennaio 2020.